# Quinqueviro
En la Antigua Roma, se llamaba quinqueviro a cada uno de los oficiales o magistrados que en número de cinco eran nombrados extraordinariamente para diversos cargos.
Llevaron ese nombre:
- los oficiales encargados de buscar y castigar a los usureros
- los sacerdotes que hacían sacrificios por los difuntos
- los magistrados encargados de presidir los banquetes sagrados
- algunas veces, los magistrados encargados de conducir una colonia
- los oficiales subalternos a las órdenes de los ediles encargados de vigilar la ejecución de los reglamentos